# CA 125
CA 125 (carbohydrate antigen 125), souvent appelé cancer antigen 125, est un marqueur tumoral qui peut être retrouvé en quantité élevée dans le sang de patients atteints de certains cancers d'organes digestifs ou génitaux. Il augmente également dans des maladies digestives ou génitales non cancéreuses. Son taux sanguin est corrélé au volume de la tumeur : plus celle-ci est volumineuse, plus le taux est important. CA 125 est une glycoprotéine de type mucine produite par le gène MUC16 situé sur le chromosome 19 humain.

## Cancer de l'ovaire
Son dosage est particulièrement intéressant dans le cancer de l'ovaire, notamment dans la surveillance de celui-ci. Ainsi, après un traitement, sa diminution indique une bonne efficacité thérapeutique, alors que sa réaugmentation peut traduire la rechute du cancer. La spécificité et la sensibilité du CA 125 sont insuffisantes pour l'utiliser comme seul marqueur dans le dépistage du cancer du revêtement de l'ovaire,. La sensibilité du dosage, dépasse cependant 80 % dans les formes cliniques mais n'atteint pas 60 % dans les formes débutantes. De même, près de 20 % des cancers métastatiques ont un taux de CA 125 dans les limites de la normale.